# Trudy Pitts
Trudy Pitts Carney (* 1933 in Philadelphia; † 19. Dezember 2010 ebenda) war eine US-amerikanische Organistin und Pianistin des Soul-Jazz.

## Biographie
Pitts studierte an der Philadelphia Musical Academy, der Temple University und Juilliard School; ihre Karriere begann sie zunächst als Solopianistin und Sängerin in ihrer Heimatstadt, dann als Assistentin des Pianisten in der Show Raisin. Nach dem Ende der Tournee des Musicals ermunterte sie ihr späterer Ehemann Bill „Mr C“ Carney (1925–2017) – er war Schlagzeuger und Bandleader der Hi-Tones, ihr Repertoire weiterzuentwickeln. Um 1958 spielte sie in Carneys Band, der zuvor auch Shirley Scott, Tootie Heath und John Coltrane angehört hatten. Mit ihrem Mann und den beiden Kindern ging sie in den nächsten Jahren auf zahlreiche Tourneen;
außerdem spielte sie mit Ben Webster, Gene Ammons und Sonny Stitt. Ende der 1960er Jahre nahm sie vier Alben unter eigenem Namen für Prestige Records auf, an denen u. a. Willis Jackson, Pat Martino und Rahsaan Roland Kirk mitwirkten. Sie spielte u. a. Pop-Coverversionen von Herb Alperts „The Spanish Flea“, „Matchmaker, Matchmaker“ oder „A Whiter Shade of Pale“. Außerdem begleitete sie Pat Martino auf seinem Prestige-Album El Hombre (1967) und Roland Kirk auf dessen Alben The Return of the 5000 Lb. Man (1976), Other Folks' Music (1976) und Kirkatron (1977). Anfang der 1970er Jahre gab sie die Tourneen auf, um sich mehr um ihre Familie zu kümmern, trat aber noch als Pianistin in lokalen Theatern und Restaurants auf. In den 2000er Jahren legte sie noch weitere Alben vor und konzertierte sie auf dem elften Mary Lou Williams Women in Jazz Festival in Washington, D.C., 2008 im Kennedy Center.

## Diskographie
- 1967: Introducing  (Prestige)* 1967: These blues are mine (Prestige)
- 1968: Bucket full of soul (Prestige)
- 1968: Excitement (Prestige)
- 2006: Vintage Series, Vol. 1 (Mr. C.)
- 2007: Me, Myself & I (Discography)
- 2007: Live at the Great American Music Hall (Doodlin)